# Hans-Jürgen Müller (Politiker)

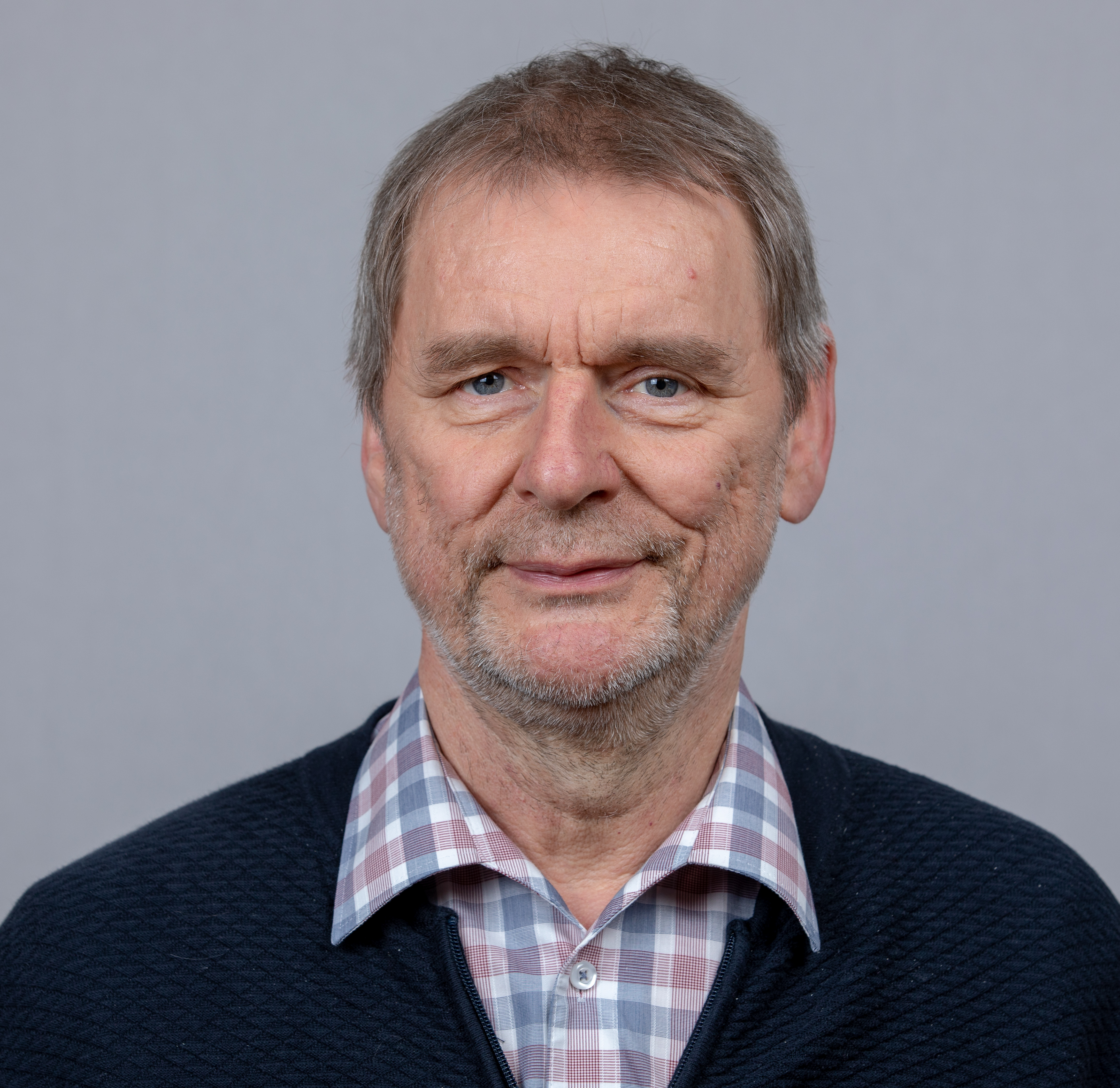
Hans-Jürgen Müller, 2019

Hans-Jürgen Müller (* 23. Februar 1957 in Celle) ist ein deutscher Politiker (Bündnis 90/Die Grünen) und seit 2019 Abgeordneter im Hessischen Landtag.

## Ausbildung und beruflicher Werdegang
Hans-Jürgen Müller wuchs als eines von sechs Kindern auf einem Hof in der Lüneburger Heide auf. Nach seinem Realschulabschluss an der Realschule in Wittingen im Jahr 1973 wechselte er an die Michelsenschule in Hildesheim und beendete dort seine Schulausbildung im Jahr 1976 mit dem Abitur. Im Anschluss begann Müller eine berufliche Ausbildung zum Landwirt, die er 1978 abschloss. Um seine Berufsausbildung zu vervollständigen, absolvierte er ein Studium der Landwirtschaft am Hochschulstandort Witzenhausen der Gesamthochschule Kassel. Im Jahr 1982 schloss er sein Studium mit einem Diplom ab.
In Witzenhausen absolvierte Müller anschließend als anerkannter Kriegsdienstverweigerer seinen Zivildienst bei der dortigen Außenstelle des Studentenwerks Kassel im Bereich der Betreuung ausländischer Studierender.
Im Jahr 1984 übernahm Müller zusammen mit zwei Freunden den Landwirtschaftsbetrieb Gut Fahrenbach. Sie gründeten zusammen die Betriebsgemeinschaft Gut Fahrenbach mit dem Ziel, den Hof ökologisch zu bewirtschaften, um sowohl ihre Vorstellung von einer umweltgerechten Landwirtschaft zu verwirklichen als auch um zu zeigen, dass man als Team gleichberechtigt einen landwirtschaftlichen Betrieb leiten kann. Nur drei Jahre nach der Hofübernahme erfolgte die Anerkennung als Biolandbetrieb. Bis heute wird der Betrieb nach den Kriterien des ökologischen Landbaus bewirtschaftet.
Insgesamt war Müller 35 Jahre lang als selbständiger Landwirt tätig, bis der Hof im Jahr 2017 an Nachfolger übergeben wurde. In seiner Zeit als Landwirt hat sich der ursprünglich 53 ha Betrieb zu einem erfolgreichen Projekt weiterentwickelt und seine Flächenausstattung auf über 200 ha erweitert. Den drei Betriebsleitern gelang es in dieser Zeit auch, einen Rindfleischzerlege- und Verarbeitungsbetrieb mit eigenen Verarbeitungs- und Verkaufsräumen auf dem Gut Fahrenbach zu etablieren.
Seine wissenschaftliche Ausbildung nutzte Müller zusammen mit seinen gewonnenen praktischen Erfahrungen für zahlreiche Nebentätigkeiten im Bereich Wissenschaft und Beratung mit Fokus auf einer regionalen Vermarktung und tierfreundlichen Schlachtung von Nutztieren.

## Politischer Werdegang
Von 1989 bis 1993 war Hans-Jürgen Müller zunächst parteiloses Mitglied der Grünen-Fraktion in der Stadtverordnetenversammlung Witzenhausen und im Anschluss daran bis zum Jahr 2001 Mitglied im Magistrat.
In den 1990er-Jahren wurde er Mitglied der Grünen, verließ später die Partei aber aus Protest gegen den von den Grünen mitgetragenen Einsatz der Bundeswehr auf dem Balkan wieder. Als Renate Künast 2001 Bundeslandwirtschaftsministerin wurde, trat Müller wieder in die Partei ein, insbesondere um den Kurs der Grünen Partei in der Agrarpolitik aktiv mitzugestalten. Viele Jahre war Müller Sprecher der Landesarbeitsgemeinschaft Landwirtschaft der Hessischen Grünen.
Erstmals kandidierte Müller als Direktkandidat bei der Bundestagswahl 2002 für die Grünen im Bundestagswahlkreis Werra-Meißner – Hersfeld-Rotenburg. Bei der Landtagswahl in Hessen 2003 kandidierte er erfolglos im Wahlkreis Rotenburg.
Bei der Landtagswahl 2013 kandidierte er als Ersatzbewerber im Wahlkreis Eschwege-Witzenhausen und auf Platz 20 der Landesliste von Bündnis 90/Die Grünen, der jedoch nicht für ein Mandat genügte.
Bei der Landtagswahl 2018 trat er auf dem 24. Platz der Landesliste der Grünen sowie als Ersatzbewerber und Unterstützer von Felix Martin im Wahlkreis Eschwege-Witzenhausen an. Über die Liste zog Müller in den Hessischen Landtag ein.
Bei der Landtagswahl 2023 zog Müller erneut über die Liste in den Landtag ein.
Im Landtag ist Müller Sprecher seiner Fraktion für Landwirtschaft, Tierschutz und Jagd. Er ist Mitglied im Europaausschuss, Ausschuss für Umwelt, Klimaschutz, Landwirtschaft, Verbraucherschutz. Im Unterausschuss für Finanzcontrolling und Verwaltungssteuerung ist Müller der Vorsitzende.
Zudem vertritt er die Grüne Fraktion im Stiftungsrat Hessischer Tierschutz, im Tierschutzbeirat der Landesregierung und im landwirtschaftlichen Beirat der Wirtschafts- und Strukturbank Hessen (Wi-Bank).

## Politische Positionen
Müller setzt sich gezielt für die Förderung der ökologischen Landwirtschaft ein. Entsprechend unterstützt er den hessischen Ökoaktionsplan mit dem Ziel, den Flächenanteil der ökologisch bewirtschafteten Fläche in Hessen bis 2025 auf 25 % zu erhöhen. Müller sieht im Ökolandbau Lösungsansätze für Klimaschutz, Biodiversitätsverlust und Nitratbelastungen.
Müller setzt auf die Förderung konventioneller und ökologischer Betriebe über Anreizsysteme und freiwillige Maßnahmen, wie das Förderprogramm „vielfältige Fruchtfolge“, um eine nachhaltige Landwirtschaft flächendeckend auszubauen. Um das Ziel zu erreichen, möchte Müller ideologische Grabenkämpfe zwischen ökologischen und konventionellen Landwirten beilegen.
Müller spricht sich zudem für die Aufstockung von Forschungsgeldern im Bereich Ökolandbau sowie die Umsetzung eines „Praxis-Forschungsnetzwerks“ aus.
Ein zentrales Thema stellt für Müller der Tierschutz dar. Er wirkte an verschiedenen Projekten mit, bei denen die Entwicklung mobiler Schlachtsysteme forciert wurde, um Lebendtiertransporte zu vermeiden. 2020 veröffentlichte Müller, gemeinsam mit anderen Grünen Agrarpolitikern, ein Positionspapier, in dem eine „Qualitätsoffensive“ für Schlachthöfe gefordert wird, die durch „vielfältige, dezentrale und in einem fairen Wettbewerb stehende Schlachtstrukturen“ gekennzeichnet sei. In einer Rede im Hessischen Landtag forderte Müller 2021 das Verbot von Totschlagfallen bei der Jagdausübung.
Müller kritisiert die gegenwärtige Förderpraxis der Gemeinsamen Agrarpolitik. Aus Sicht des grünen Agrarpolitikers müsse das öffentliche Geld zukünftig an öffentliche Leistungen geknüpft sein, die Klima-, Arten-, Umwelt- und Tierschutzmaßnahmen honorieren. Das gegenwärtige System entspreche laut Müller weder den wissenschaftlichen Empfehlungen noch den Erwartungen der Gesellschaft.
Müller lehnt den Einsatz von Agro-Gentechnik ab, bezieht dabei die sogenannte neue Gentechnik ausdrücklich ein und weist auf die Risiken der Technologie hin. Er spricht sich für die Regulierung entsprechender Technologien aus und beruft sich stattdessen auf das Potential agrarökologischer Ansätze, um Klimawandel und Artenschwund zu begegnen.

## Ehrenamtliche Tätigkeiten
Ehrenamtlich ist Hans-Jürgen Müller in verschiedenen Vereinen und Organisationen tätig, wobei der Schwerpunkt einen landwirtschaftlichen Bezug aufweist.
So war Müller in den Jahren 2012 bis 2019 Vorsitzender der Vereinigung Ökologischer Landbau in Hessen e.V., dem Dachverband der in Hessen tätigen Anbauverbände Bioland, Naturland, Demeter, Biokreis und Gäa. Der Verein vertritt die Interessen der hessischen Biobauern gegenüber Politik und Verwaltung.
Vom Jahr 2000 bis 2020 war Müller im Vorstand des Bioland Landesverband Hessen e.V. tätig. Darüber hinaus wurde er im Jahr 2006 zusätzlich ins Präsidium des Bioland Bundesverband e.V. in Mainz gewählt, dessen Mitglied er bis zum Jahr 2020 war.
Von 2010 bis 2019 war Müller ebenfalls Vorsitzender des Verbandes der Landwirte mit handwerklicher Fleischverarbeitung e.V. (vlhf) in Witzenhausen, an dessen Gründung er selbst mitwirkte. Der Verein hat u. a. zum Ziel, den Erfahrungsaustausch fleischverarbeitender Landwirte untereinander zu fördern und die besonderen Anliegen dieser zu vertreten. Müller ist auch weiterhin Mitglied des Vorstandes dieses bundesweit tätigen Verbandes.
Den Bezug zur praktischen Landwirtschaft pflegt Müller auch weiterhin durch Mitunternehmerschaft an einem landwirtschaftlichen Nebenerwerbsbetrieb an seinem Wohnort.

## Veröffentlichungen (Auswahl) und Beratertätigkeiten
- Fink-Keßler, A. und Müller, H.-J. (2010): Praxis als Teil der Wissenschaft – Wissenschaft als Teil der Praxis.Hans-Jürgen Müller, In: Besier et al. (Hrsg.) Agrarpolitik in der Lehre? Ökologische Agrarwissenschaften heißt kritische Auseinandersetzung. Tagungsband zur Ringvorlesung im Wintersemester 2008/2009 am FG Ökologische Agrarwissenschaften der Uni Kassel – Witzenhausen. Hamm, 2010, S. 244–268
- Fink-Keßler, A.; Müller, H.-J.; Franz, I. (2011): Flexible Vorschriften – ein Zukunftsmodell? Folgerungen aus den Erfahrungen mit der Umsetzung der neuen EU-Hygienevorschriften. In: Landwirtschaft 2011. Der kritische Agrarbericht. AgrarBündnis (Hg), Hamm, S. 141–146
- Fink-Kessler, A. und H.-J. Müller (2011): Praxisorientierte Forschung am Beispiel des Projektes „Hilfestellungen für die EU-Zulassung von handwerklichen Fleischverarbeitern im ökologischen Landbau.“ Beitrag zur 11. Wissenschaftstagung des Ökologischen Landbaus in Gießen.
- Fink-Keßler, A.; Müller, H.-J.; Trampenau, L. (2020): Weide- und Hoftötung – der aktuelle Stand. Initiativen und Hindernisse beim Einsatz teilmobiler und vollmobiler Schlachteinheiten. In: Fleischwirtschaft, 10, 2020, S. 42–50.
- Fink-Keßler, A.; Müller, H.-J.; Franz, I.; Ibrahim, V. (2020): EU Zulassung teilmobiler Schlachtung von Rindern. In: Amtstierärztlicher Dienst und Lebensmittelkontrolle (27) 2, 2020, S. 69–73.
- Gutachten zur hofnahen Schlachtung: Hans Jürgen Müller (2003): Rechtliche Vorgaben für eine hofnahe Schlachtung. In: Fleisch aus tiergerechter Haltung – eine Möglichkeit der Qualitätsdifferenzierung im Fleischbereich: Gutachten im Auftrag des Deutschen Bundestages bzw. des Büros für Technikfolgen-Abschätzung beim Deutschen Bundestag (TAB). Prof. Dr. O. Poppinga, Universität Kassel, Dr. Andrea Fink-Keßler, Dr. Bernhard Hörning, Iris Weiland, Universität Kassel, Januar 2003.
- Beratende Tätigkeit für landwirtschaftlichen Betriebe mit eigenen Schlachtstätten im Rahmen des FuE Vorhaben „Hilfestellungen zur Umsetzung der EU-Hygieneverordnungen durch das Biofleischhandwerk“ (gefördert durch das Bundesprogramm Ökologischer Landbau, Laufzeit 7/2008 bis 5/2010). Ergebnisse siehe unter www.biofleischhandwerk.de bzw. www.agrar-regional-buero.de.
- Entwicklung von Best-Practice Beispielen zum Ausbau der Biorindfleischvermarktung in Luxemburg. Teilprojekt von „Stärkung des Absatzes von Luxemburgischem Bio-Rindfleisch“. Projektträger: ASTA („Administration des Services Techniques de l’Agriculture“), Luxemburg Laufzeit November 2010 bis Frühjahr 2011.
- Wege zu einer Strategie der nachhaltigen Landwirtschaft in Luxemburg. Begleitung eines Abstimmungsprozesses zwischen Lëtzebuerger Jongbaueren a Jongwënzer e.V. und dem OekoZenter Lëtzebuerg e.V.; Projektträger: Lëtzebuerger Jongbaueren a Jongwënzer e.V. und OekoZenter Lëtzebuerg e.V.; Laufzeit: Dezember 2010 bis Juni 2011.
- Forschungs- und Entwicklungsvorhaben zur Entwicklung von Hilfestellungen zur Umsetzung der Anforderungen der EU-Hygieneverordnungen durch die handwerklichen Bio-Fleischverarbeiter Projekt 07OE042. Bundesprogramm Ökologischer Landbau. Laufzeit vom 1. Juli 2008 bis 31. Mai 2010. Zusammen mit Dr. Andrea Fink-Keßler
- Innovative Schlachtverfahren für Rinder. Stellvertretender Leadpartner im EIP-Projekt (Europäische Innovationspartnerschaft und Mitglied der Operationellen Gruppe „Extrawurst“ (bestehend aus sechs Landwirten, einem Schlachtunternehmen, zwei Vertretern der Veterinärbehörden sowie der Universität Kassel/FG Nutztierethologie, des Kreisbauernverbandes Werra-Meißner, Bioland Hessen e.V.). Ziel des vom Land Hessen und der EU geförderten Projektes (Laufzeit 2017–2019) war es, ein Verfahren für das Schlachten von Rindern im Haltungsbetrieb zu entwickeln. Das Projekt entwickelte dazu eine EU-zugelassene teilmobile Schlachteinheit, nahm Probeschlachtungen vor und entwickelte abschließend Leitlinien gemäß EU-VO 1099/2009 als Standardarbeitsanweisungen einer tierschutzgerechten Rinderschlachtung.